# De Klinker

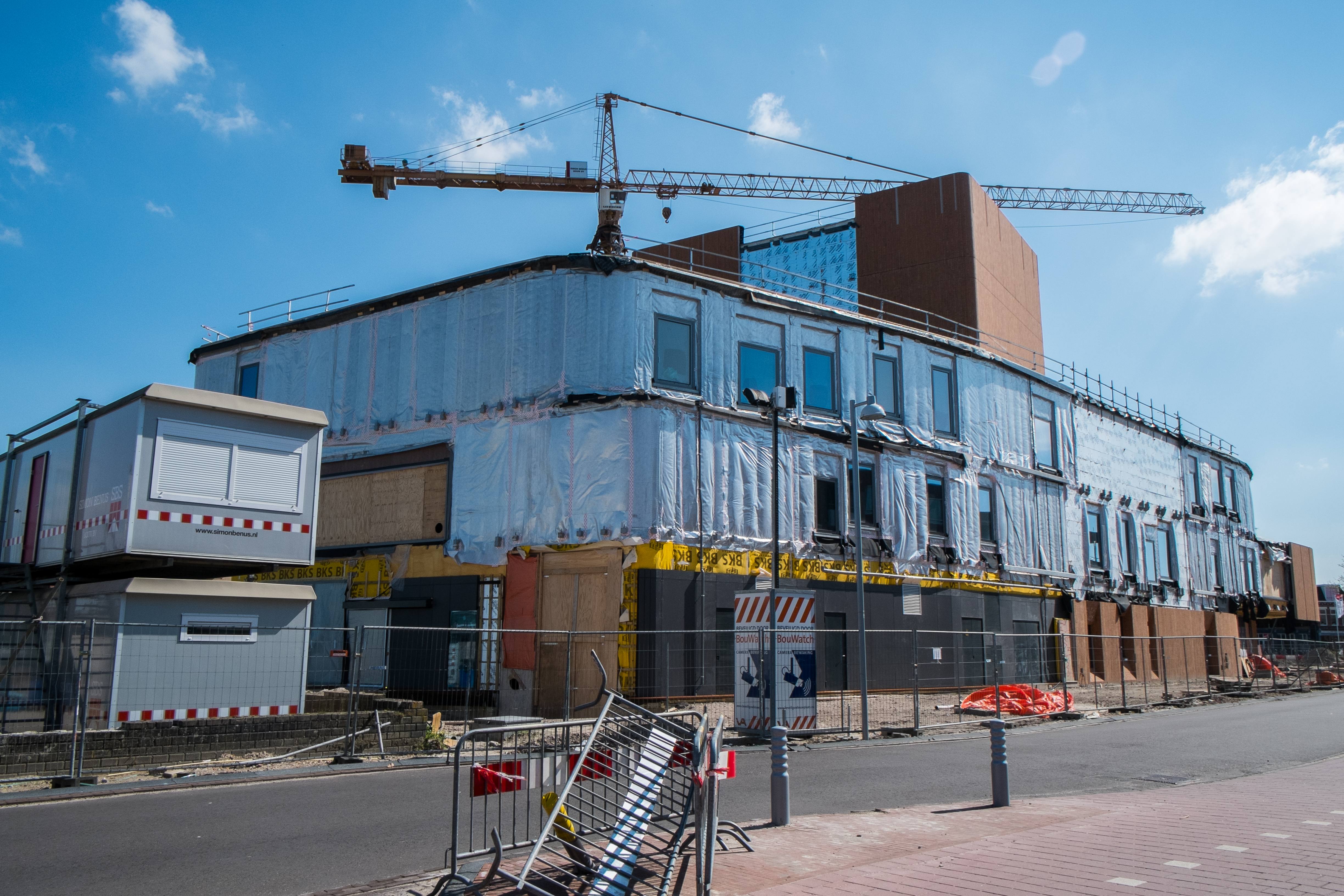
De half afgebouwde Klinker na het faillissement van Simon Benus in april 2014

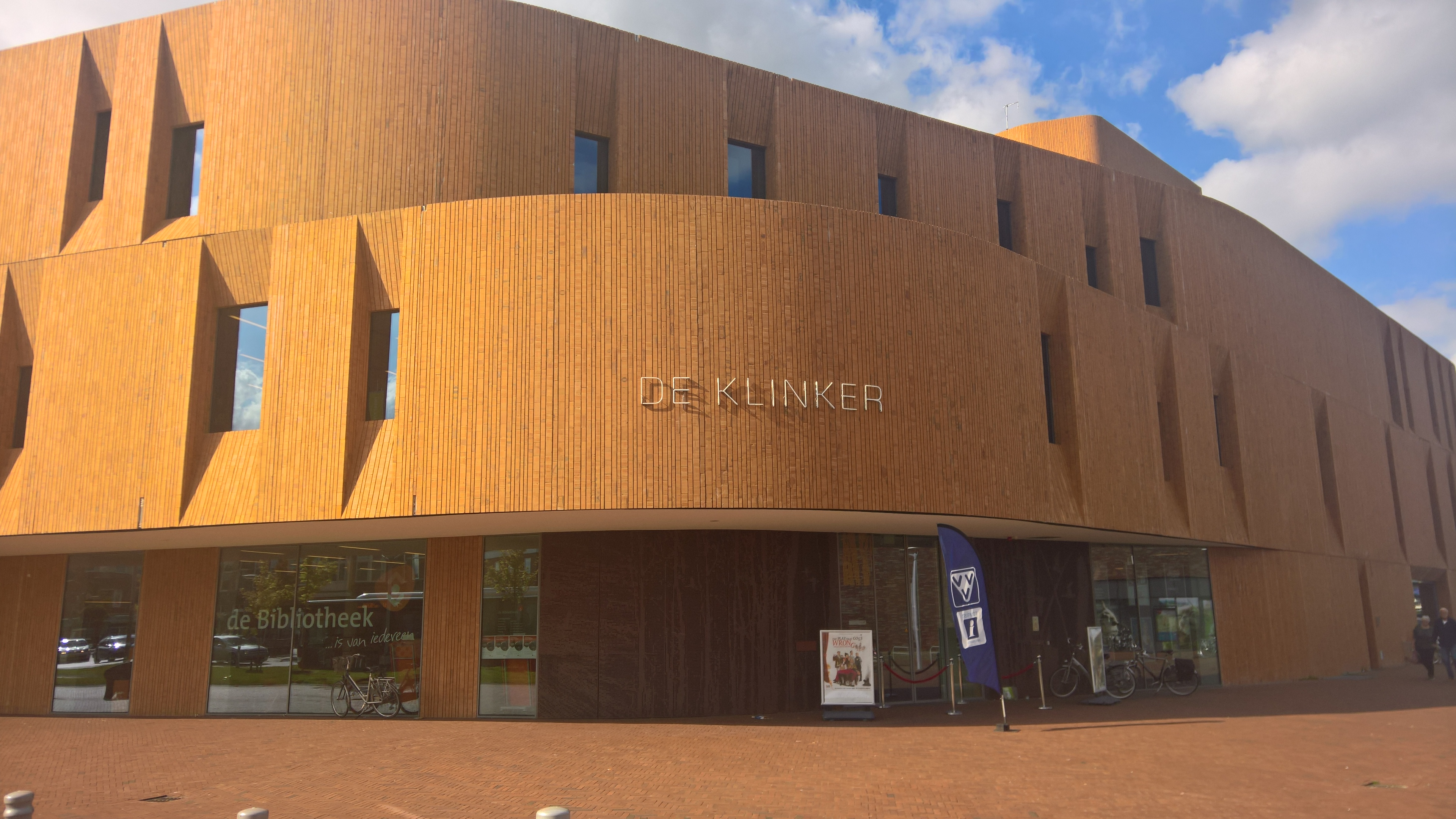
Cultuurhuis De Klinker in 2017

De Klinker is een cultureel centrum in de stad Winschoten in de Nederlandse provincie Groningen.

## Geschiedenis
Een voorname aanleiding tot de bouw van De Klinker was het feit dat in 1967 'Zaal Dommering' (concertzaal, schouwburg en bioscoop) tot de grond toe was afgebrand. Het nieuwe pand werd gebouwd op de plek waar vroeger de steenfabriek Strating heeft gestaan; bij de bouw zijn dan ook stenen van het Pekelder bedrijf gebruikt. Op 2 oktober 1973 werd De Klinker officieel geopend door prinses Margriet. De openingsvoorstelling werd verzorgd door Seth Gaaikema. De eerste directeur was Gerard Schenk (1935–2000), die jarenlang zou proberen om Oost-Groningen warm te maken voor 'cultuur met een grote C'.
Begin 21e eeuw werd besloten om het nieuwe Winschoter Cultuurhuis met theater en muziekschool op de plek van De Klinker te bouwen. Oorspronkelijk lag het in de bedoeling dat dit pand in 2010 zou worden geopend, maar dit werd uitgesteld. De Klinker en de oude muziekschool werden ondertussen in 2009–2010 afgebroken. Begin juli 2009 werd begonnen met de sloop van De Klinker. Op 19 juli 2009 brak een grote brand uit in het slooppand, dat grotendeels afbrandde. Vervolgens werd het resterende deel gesloopt. In oktober 2010 werd definitief besloten tot de bouw van het Winschoter Cultuurhuis op de plek van De Klinker.

## Huidig pand

### Bouw
In mei 2012 werd begonnen met de bouw van het nieuwe pand, die naar verwachting 2 jaar zou duren. Het gebouw is ontworpen door architectenbureau Atelier PRO uit Den Haag. In maart 2014 ging de belangrijkste bouwer, Simon Benus, echter failliet nadat deze zich had verkeken op de meerwerkkosten van De Klinker. De bouw werd twee maanden later voortgezet door het bedrijf Rottinghuis. De oplevering werd hierdoor vertraagd tot december 2014. Bert Visscher gaf op 5 maart 2015 de eerste voorstelling in de herbouwde Klinker.

### Cultuurhuis

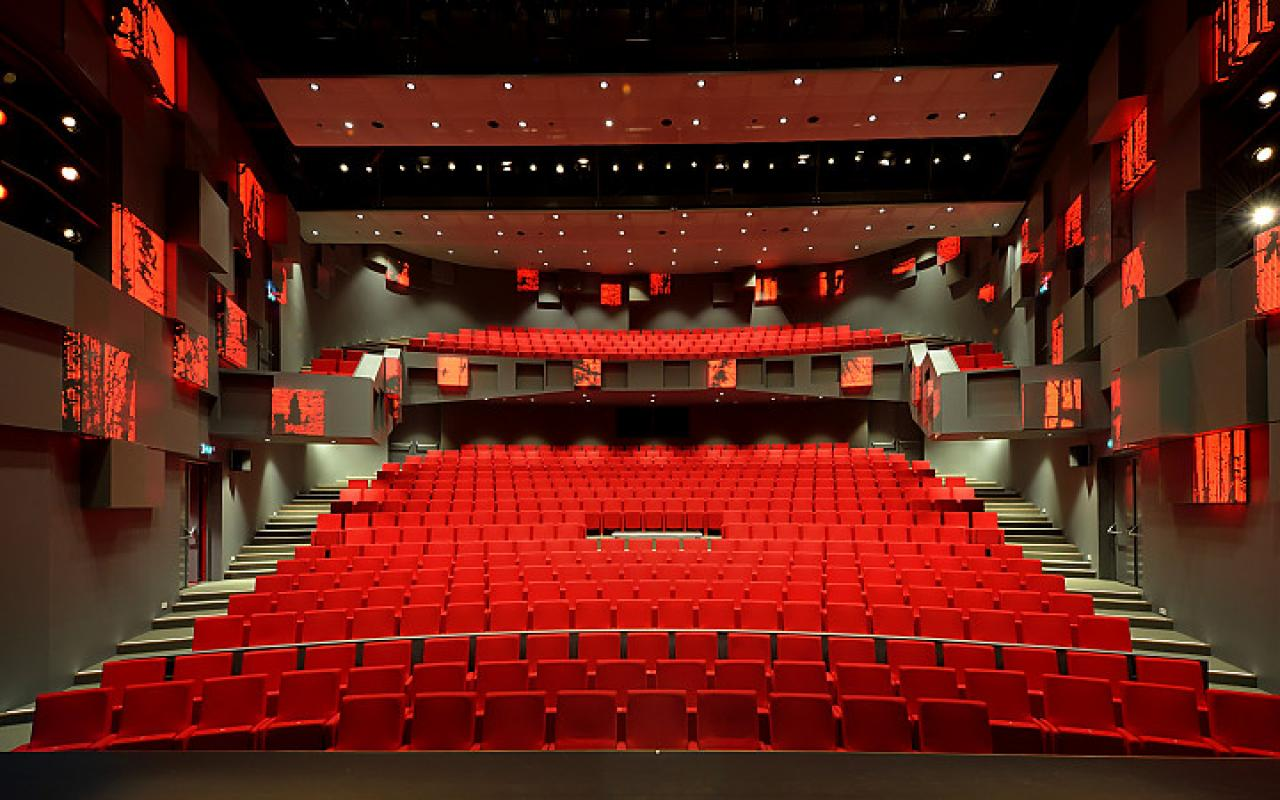
Grote zaal

De Klinker omvat een theater met een grote en kleine zaal, een bibliotheek en een kunstencentrum. Ook de lokale omroep RTV Logo is gevestigd in De Klinker en is een zelfstandige stichting met een eigen ingang. Theater en Kunstencentrum zijn onderdeel van de Stichting Cultuurhuis De Klinker, de bibliotheek is onderdeel van de provinciale koepel Biblionet Groningen. De grote theaterzaal van De Klinker heeft een capaciteit van 620 stoelen en de kleine zaal van 158 stoelen. Op de 1e verdieping is de bibliotheek gevestigd en op de 2e verdieping het kunstencentrum. Het culturele aanbod van De Klinker omvat theatervoorstellingen, schoolvoorstellingen, lezingen, workshops en lessen op het gebied van muziek, dans en theater.